# Sideractis glacialis
Sideractis glacialis is een Corallimorphariasoort uit de familie van de Sideractiidae. De wetenschappelijke naam van de soort is voor het eerst geldig gepubliceerd in 1890 door Danielssen.